# Cyclodictyon albicans
Cyclodictyon albicans là một loài rêu trong họ Pilotrichaceae. Loài này được (Hedw.) Kuntze mô tả khoa học đầu tiên năm 1891.